# James Gillray

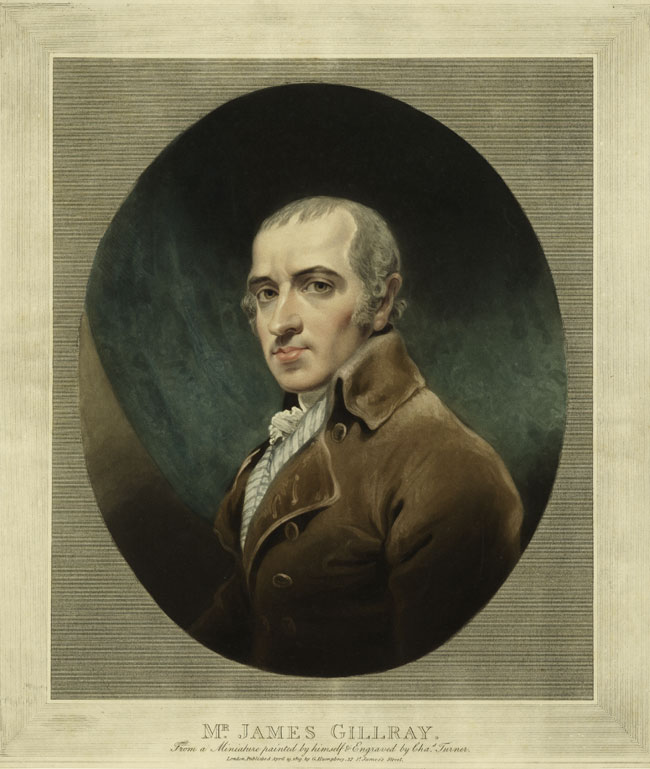
James Gillray

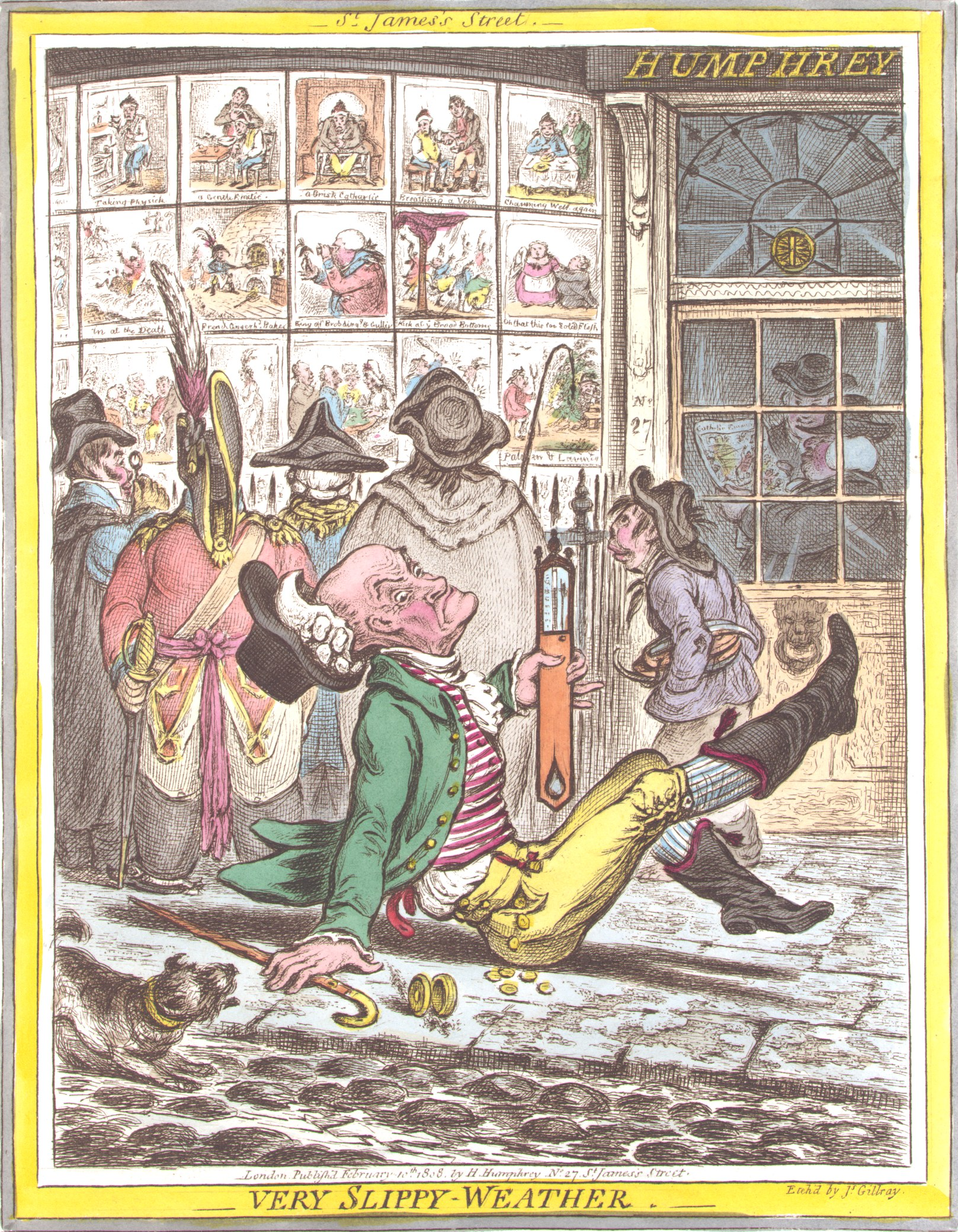
Very Slippy-Weather, 1808

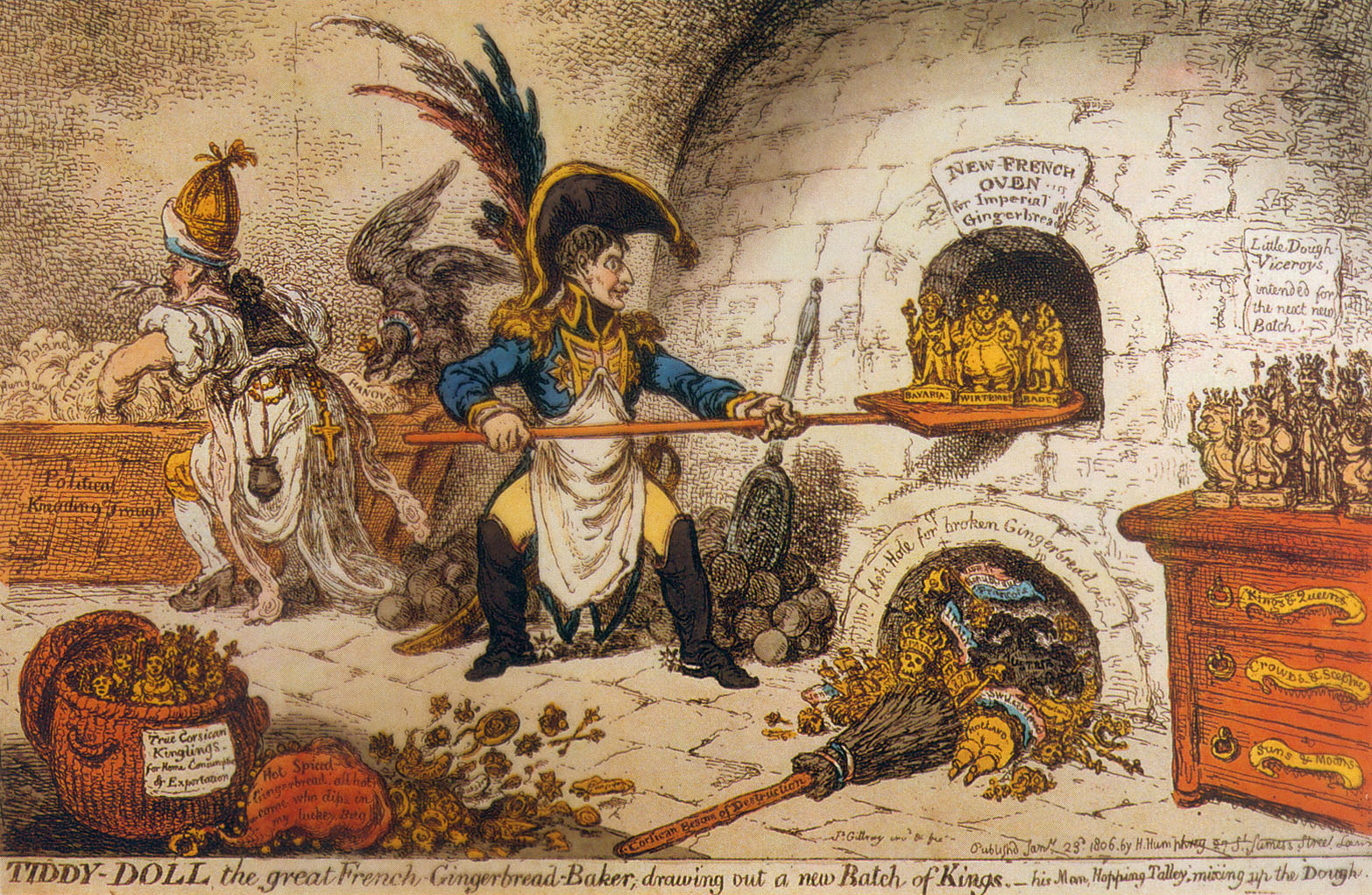
Tiddy Doll, the great French-Gingerbread-Baker; drawing out a new Batch of Kings (1806)

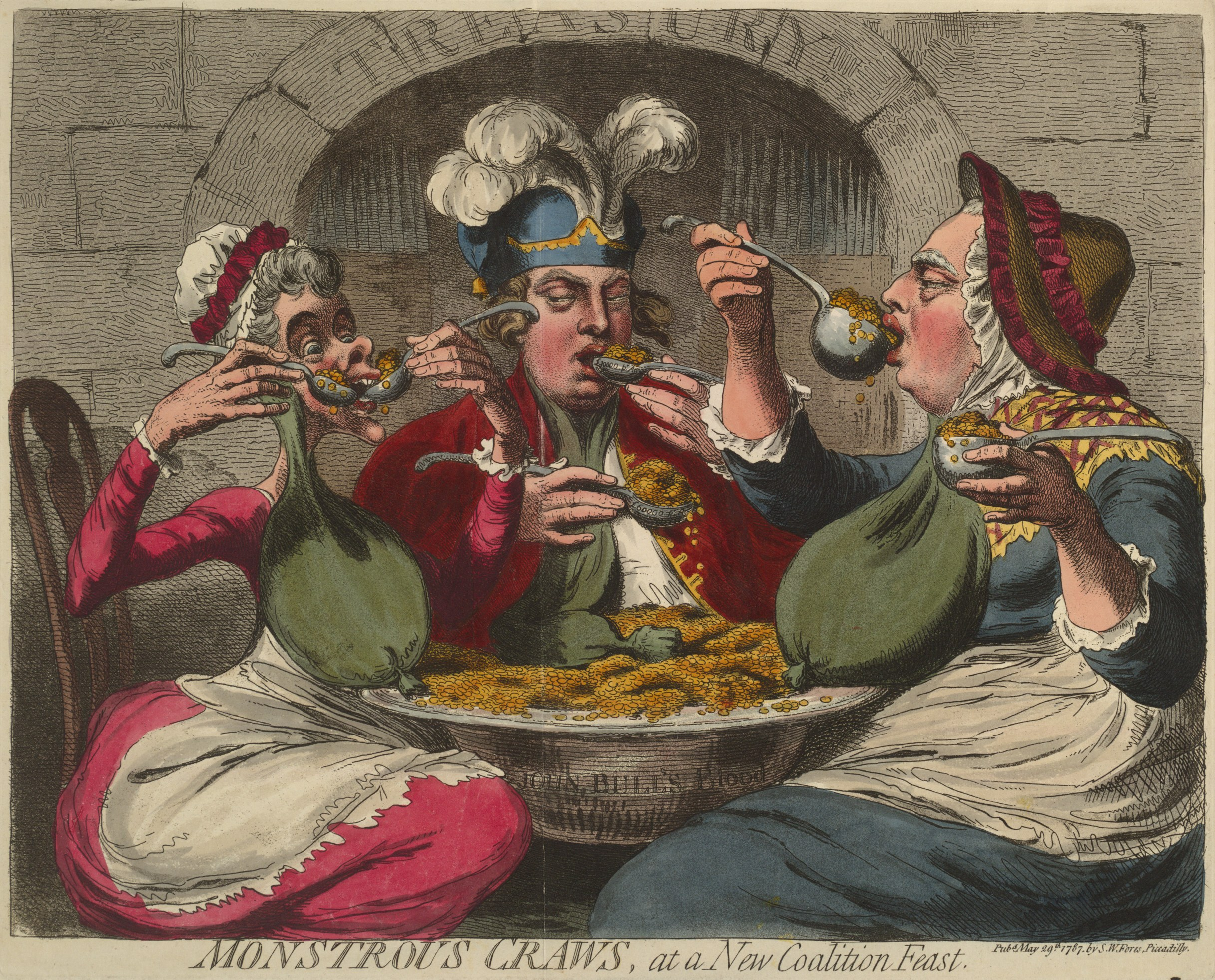
MONSTROUS CRAWS, at a New Coalition Feast, kungen, drottningen och prinsen av Whales runt ett bord av mynt som de äter(1787)

James Gillray (även Gilray), född 13 augusti 1756 i Chelsea i London, död 1 juni 1815 på mentalsjukhus i London, var en engelsk karikatyrtecknare och kopparstickare som blev berömd för sina politiska och sociala satirer, i huvudsak publicerade mellan 1792 och 1810.
Från 1779 ägnade han sig uteslutande åt karikatyrer. Hans satirer riktade sig ofta mot fransmän, i huvudsak mot Napoleon, men även mot bland andra Charles James Fox, William Pitt d.y., prinsen av Wales, Georg III och dennes gemål Charlotte av Mecklenburg-Strelitz.

## Tidigt liv
Gillrays far, som kom från Lanark och hade tjänstgjort som soldat och förlorat en arm vid Fontenoy, togs först in som patient och senare som pensionär på sjukhuset i Chelsea, där sonen James föddes. James Gillray lärde sig till en början bokstavsgravering inom vilket han snart blev elev. Han tröttnade dock på den sysselsättningen och under en tid reste han omkring med en teatergrupp, varefter han återvände till London där han antogs som student vid Royal Academy. Han sysselsatte sig med gravering och gjorde förmodligen ett stort antal karikatyrer under fiktiva namn.  William Hogarths arbeten roade honom och hans studier under de tidiga åren. Paddy on Horseback, som kom 1779, är den första karikatyren som med säkerhet är Gillrays. Två karikatyrer av George Brydges Rodneys sjösegrar, ritade 1782, var bland de första av minnesvärda serier av hans politiska teckningar.

## Vuxet liv
Miss Hannah Humphrey som sålde Gillrays verk är nära förknippad med Gillray. Hon hade sin butik först vid Strand och därefter på New Bond Street, Old Bond Street och slutligen på St James's Street. Gillray bodde tillsammans med Miss Humphrey under hela sin framgångsrika period. Hans verk ställdes ut i Humphreys butiksfönster där förbipasserande kund titta på dem. En av hans senare teckningar, Very Slippy Weather, visar Miss Humphreys butik på St James's Street i bakgrunden. I butiksfönstret i teckningen visas även Gillrays tidigare publicerade teckningar, som till exempel Tiddy-Doll the Great French Gingerbread Maker, Drawing Out a New Batch of Kings; His Man, Talley Mixing up the Dough (1806), en satir om Napoleon.

## Gillray och karikatyrkonsten
Flera av Gillrays mer träffande satirer var riktade direkt mot Georg III, som efter att ha sett dem sade "Jag förstår mig inte på dessa karikatyrer". Gillray besvarade då uttalandet med karikatyren A Connoisseur Examining a Cooper, som var en satir på kungens anspråk på kunskaper i konst och hans giriga vanor.
Gillrays karikatyrer delas in i två delar: de politiska och de sociala. Den politiska bestod av den senare delen av Georg III:s styre. De spreds över hela Europa och hade stor inverkan både i och utanför Storbritannien. De mest framträdande figurerna i dessa teckningar är Charles James Fox, William Pitt d.y., prinsen av Wales, Georg III och dennes gemål Charlotte av Mecklenburg-Strelitz, Burke och Napoleon Bonaparte. 1788 skapade han två karikatyrer. "Blood on Thunder fording the Red Sea" visar hur Lord Thurlow bär Warren Hastings genom ett hav av blod, där Hastings ser ut att sitta mycket bekvämt. "Market-Day" visar ministrar som boskap till försäljning.
Överflödet under den Franska revolutionen gjorde Gillray konservativ och han gjorde karikatyr efter karikatyr som förlöjligade Napoleon. Han använde vanligen jakobiner och glorifierade John Bull. Han var dock ingen anhängare av vare sig Whig eller Tory. Hans sista arbete, efter en design av Henry William Bunbury, kallas Interior of a Barber's Shop in Assize Time (1811). Medan han arbetade med den blev han mentalt sjuk och även om han stundtals var normal så speglade han sjukdomen i sitt sista verk.
Han avled 1 juni 1815 och ligger begravd på St James kyrkogård i Piccadilly.